# Nigerská sociálně demokratická strana

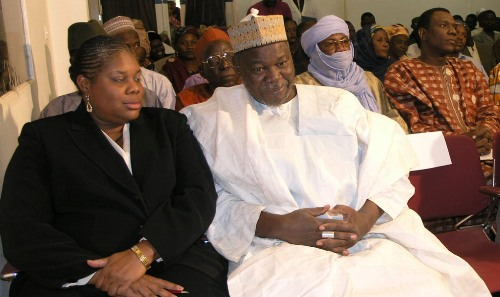
Předseda strany Issaka Labo

Nigerská sociálně demokratická strana (francouzsky Parti Social Démocrate Nigérien, PSDN) je politická strana v Nigeru založená roku 1992.

## Historie
Nigerská sociálně demokratická strana byla založena dne 18. května 1992 během období demokratických změn, které nastaly po éře vojenského režimu Seyniho Kountchého. Prvním předsedou strany byl Mallam Adji Waziri, kterého ve funkci vystřídal Gagara Gréma a poté Omar Kazelma Taya. V parlamentních volbách v roce 1993 získala PSDN 1,49 % hlasů. To ji zajistilo jedno křeslo v Národním shromáždění. Po volbách PSDN vstoupila do koalice s Demokratickou a sociální konvencí (CDS) a Nigerskou stranou pro demokracii a socialismus (PNDS). Tato koalice utvořila v Národním shromáždění většinu a Národní hnutí pro rozvoj společnosti (MNSD) skončilo v opozici. Ve stejném roce v prezidentských volbách kandidoval za PSDN Omar Katzelma Taya. Ten získal 1,8 % hlasů a z osmi kandidátů skončil sedmý.
V předčasných parlamentních volbách v roce 1995 získala strana dva mandáty. PSDN patřila k politickým stranám, které podporovali prezidenta Mahamenho Ousmaneho, který byl v roce 1996 svržen vojenským pučem. V roce 1996 parlamentní volby následované krátce po státním převratu, tato strana bojkotovala.
V roce 1999 nenominovala PSDN do prezidentských voleb žádného kandidáta a během parlamentních voleb získala pouze 0,17 % hlasů a nezískala tak žádné křeslo v Národním shromáždění. V roce 2001 převzal vedení strany Issaka Labo. Ve všeobecných volbách v roce 2004 získala 1,31 % hlasů, které ji zajistily jedno křeslo v Národním shromáždění. V parlamentních volbách v roce 2009 sice PSDN získala 2,31 % hlasů, ale ty nestačily na obhájení křesla v Národním shromáždění, které strana získala během předchozích voleb. Během všeobecných voleb v roce 2011 získala PSDN 0,16 % hlasů a nezískala žádný mandát. V rámci prezidentských voleb podpořila PSDN kandidáta MNSD Seiniho Oumaroua, kterého však porazil kandidát PNDS Mahamadou Issoufou. Po jeho vítězství mu PSDN spolu s dalšími stranami vyjádřila podporu.
Ve všeobecných volbách v roce 2016 vytvořila PSDN společnou kandidátku s Nigerským hnutím pro demokratickou obnovu (MNRD). Aliance získala ve volbách šest křesel. V parlamentních volbách v roce 2020 obě strany ztratily své zastoupení v Národním shromáždění.

## Výsledky

### Prezidentské volby
| Rok voleb | Stranický kandidát | První kolo | První kolo | Druhé kolo | Druhé kolo | Výsledek |
| Rok voleb | Stranický kandidát | Hlasy      | %          | Hlasy      | %          | Výsledek |
| --------- | ------------------ | ---------- | ---------- | ---------- | ---------- | -------- |
| 1993      | Omar Katzelma Taya | 23 565     | 1,82 %     | -          | -          | nezvolen |

### Parlamentní volby
| Rok voleb | Hlasy   | %      | Získaná křesla | +/- |
| --------- | ------- | ------ | -------------- | --- |
| 1993      | 18 661  | 1,49 % | 1/83           | ▲1  |
| 1995      | 21 010  | 1,45 % | 2/83           | ▲1  |
| 1996      | bojkot  | bojkot | 0/83           | ▼2  |
| 1999      | 3 037   | 0,17 % | 0/83           | -   |
| 2004      | 29 905  | 1,31 % | 1/113          | ▲1  |
| 2009      | 69 418  | 2,31 % | 0/113          | ▼1  |
| 2011      | 5 319   | 0,16 % | 0/113          | -   |
| 2016      | 198 164 | 4,16 % | 6/171          | ▲6  |